# Промінь (видавництво)
«Про́мінь» — українське книжкове видавництво. 

## Історія та тематика
Засноване у 1951 році у Дніпропетровську як Дніпропетровське книжково-журнально-газетне видавництво (Дніпропетровське обласне газетно-журнальне видавництво) на базі редакції Дніпропетровського облвидаву Міністерства культури УРСР. З 1954 року — Дніпропетровське книжкове видавництво. 
У 1964 році внаслідок реорганізації видавничої справи видавництво підпорядкували Державному комітету Ради міністрів УРСР по пресі й назвали «Промінь».
Видавало суспільно-політичну, художню, дитячу (сучасну й класичну), виробничо-технічну, туристську, краєзнавчу літературу українською, російсьою та іншими мовами народів СРСР, іноземними мовами. Виходили серії «Шкільна бібліотека», «Заграва», «Історія фабрик і заводів». Увагу приділяли також історико-партійній тематиці, літературі з досвіду роботи партійних, радянських, громадських і господарських організацій, промислових підприємств, колгоспів, радгоспів, новобудов. Обслуговувало, також, Запорізьку, Кіровоградську і Черкаську області УРСР.
З 1992 року — приватне підприємство, видавництво з тією ж назвою «Промінь». Директор — Асаєва Любов Володимирівна.